# LightScribe

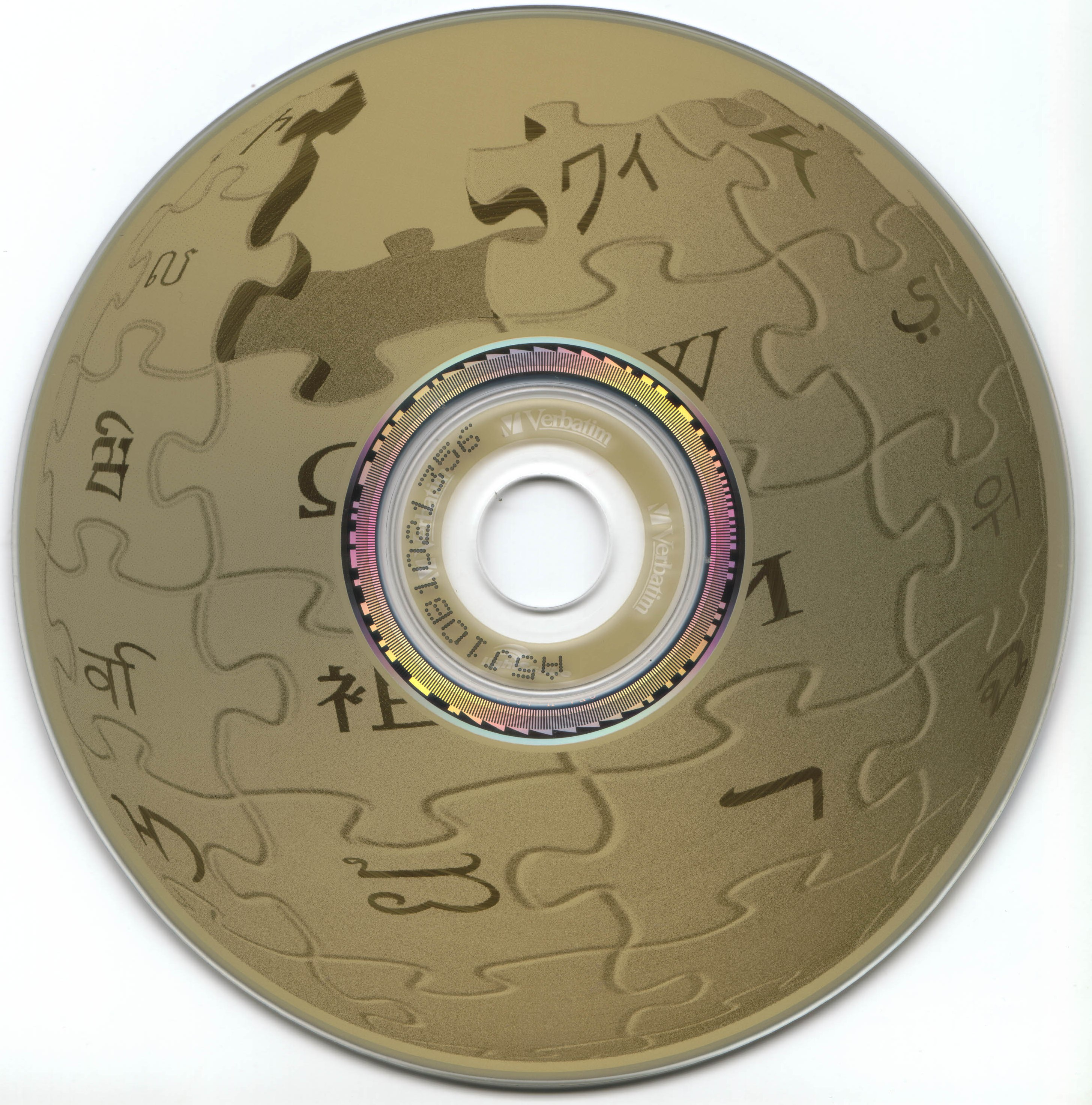
Un disco LightScribe impreso con el logo de Wikipedia.

LightScribe (en español "Escritura por Luz (láser)") es una tecnología desarrollada por HP y LiteOn pensada para etiquetar el anverso de un CD o un DVD usando el láser de una grabadora de CD/DVD. Es una tecnología que no ha sido muy publicitada lo que ha provocado que no avance al ritmo esperado por los promotores. Es una alternativa de etiquetado que permite, en monocromo, conseguir un resultado de calidad profesional aunque a una velocidad que lo relega al ámbito doméstico.
A pesar de la falta de publicidad muchos fabricantes de ordenadores de sobremesa han incluido de serie grabadoras que utilizan Lightscribe y a finales de julio de 2007 ya comenzó a verse esta tecnología implementada en computadores portátiles.
Para su utilización es necesario usar discos y grabadoras especialmente preparados. La superficie del anverso de los discos LightScribe es sensible a la luz del láser. Esta superficie tenía una tonalidad dorada cuando salieron a luz los primeros discos y más tarde aparecieron discos con la superficie en distintos colores. Estas grabadoras están equipadas con un láser adicional que solo permanece activo durante la impresión de etiquetas y permite identificar la rotación relativa del disco con respecto a la lente. En el proceso de impresión este láser adicional se utiliza en conjunto con el láser principal, siendo este último el que calienta el material termorreactivo del anverso, que se oscurece permitiendo grabar una imagen. Este efecto se logra enfocando la lente a una distancia más próxima al lector que en modo lectura/escritura de datos, lo que produce un haz de luz más disperso. El diseño de la etiqueta puede ser cualquier combinación de texto e imágenes en monocromo y requiere de software especializado compatible con la tecnología. Tanto los discos como las grabadoras suelen llevar impreso el logotipo LightScribe en la caja, indicando que soportan esta tecnología.
HP dejó de dar soporte a LightScribe de forma oficial en diciembre de 2013 aunque ha seguido siendo mantenido por la comunidad.

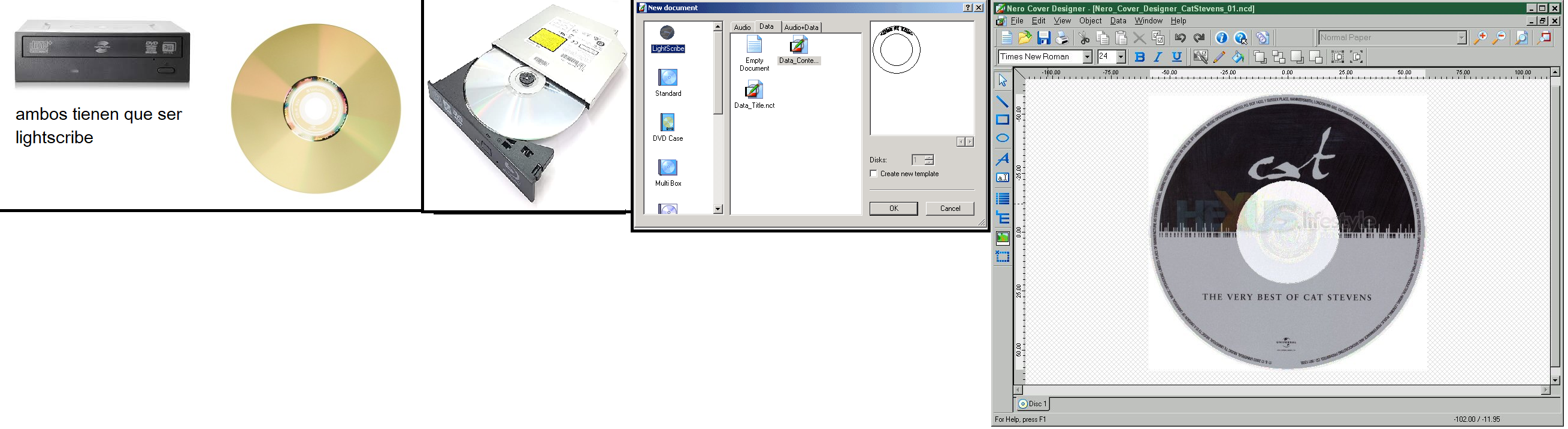
Estas son las instrucciones para hacer Lightscribe en Nero.